# Saison 2 de Deuxième Chance
Chronologie
Saison 1 Saison 3
Saison 2 de la série télévisée américaine Deuxième Chance.

## Distribution

### Acteurs principaux
- Sela Ward (V. F. : Céline Monsarrat) : Elisabeth « Lily » Brooks Manning Sammler
- Billy Campbell (V. F. : Emmanuel Jacomy) : Richard « Rick » Sammler
- Jeffrey Nordling (V. F. : Michel Dodane) : Jake Manning
- Susanna Thompson (V. F. : Annie Le Youdec) : Karen Sammler
- Shane West (V. F. : Emmanuel Garijo) : Eli Sammler
- Julia Whelan (V. F. : Alexandra Garijo) : Grace Manning
- Evan Rachel Wood (V. F. : Marie Tirmont) : Jessie Sammler
- Meredith Deane (V. F. : Camille Donda) : Zoe Manning
- Marin Hinkle (V. F. : Virginie Mery) : Judy Brooks
- Todd Field (V. F. : Tanguy Goasdoué) : David Cassilli
- David Clennon : Miles Drentell (2000-2001)
- Jennifer Crystal (V. F. : Véronique Desmadryl) : Christie Parker (2000-2001)
- Ever Carradine (V. F. : Laura Préjean) : Tiffany Porter (2001-2002)
- Steven Weber (V. F. : Arnaud Bedouët) : Sam Blue (2001-2002)

### Acteurs récurrents
- Kelly Coffield (V. F. : Véronique Alycia) : Naomi Porter (1999-2000)
- Kimberly McCullough (V. F. : Chantal Macé) : Jennifer (1999-2000)
- Mark Feuerstein (V. F. : Maurice Decoster) : Leo Fisher (2000)
- Paul Mazursky : Phil Brooks
- Bonnie Bartlett : Barbara Brooks
- Patrick Dempsey (V. F. : Pierre Tessier) : Aaron Brooks (1999-2001)
- James Eckhouse (V. F. : Bernard Métraux) : Lloyd Lloyd (1999)
- David Clennon : Miles Drentell
- Steven Weber : Samuel Blue
- Audrey Marie Anderson (V. F. : Laura Blanc) : Carla Aldrich (2000-2001)
- Ever Carradine (V. F. : Laura Préjean) : Tiffany Porter (2000-2001)
- Jennifer Crystal : Christy Parker
- Paul Dooley : Les Creswell
- Eric Stoltz : Mr Dimitri
- Alexandra Holden : Cassidy
- Dennison Samaroo : Saj
- Mischa Barton : Katie Singer (2001-2002)
- Adam Brody : Coop (1999-2001)

### Épisode 1:Flagrant Délit
- États-Unis /  Canada : 24 octobre 2000
- France : 10 avril 2001

- Josh Breslow : Silvius

### Épisode 2:Rencontres
- États-Unis /  Canada : 31 octobre 2000
- France : 24 avril 2001

- James Eckhouse : Lloyd Lloyd
- Susan Slome : Debra
- Hillary Straney : Rosie

### Épisode 3:Eli face à son avenir
- États-Unis /  Canada : 14 novembre 2000
- France : 17 avril 2001

- Mark Feuerstein : Leo Fisher
- Kimberly McCullough : Jennifer
- Adam Brody : Coop
- Jeanette Brox : Etudiante

### Épisode 4:Festin ou Famine
- États-Unis /  Canada : 21 novembre 2000
- France : 29 mai 2001

- Barbara Barrie : Peg Sammler
- Patrick Dempsey : Aaron Brooks

### Épisode 5:Le Contrat
- États-Unis /  Canada : 28 novembre 2000
- France : 1er mai 2001

- Jordan Baker : Dr Camille Nardo
- Arye Gross : Todd Monroe
- Catherine McCord : Greta
- Cheryl McWilliams : Mme Wyler
- Grace Phillips : Sybil Testamenti

### Épisode 6:Nourriture spirituelle
- États-Unis /  Canada : 5 décembre 2000
- France : 5 juin 2001

- Julie Marie Berman : Julie
- David Clennon : Miles Drentell

### Épisode 7:La roue tourne
- États-Unis /  Canada : 19 décembre 2000
- France : 8 mai 2001

- D.B. Sweeney : Graham Rympalski
- Jonathan Goldstein : Fosdick
- Archie Hahn : Howard
- Randy Lowell : Terry

### Épisode 8:Leçons de conduite
- États-Unis /  Canada : 10 janvier 2001
- France : 15 mai 2001

- Jim Fyfe : Professeur
- Archie Hahn : Howard
- Randy Lowell : Terry
- Pat Skipper : Coach Herchow
- Riley Smith : Pace
- Shannon Sturges : Ronnie

### Épisode 9:Chicaneries
- États-Unis /  Canada : 17 janvier 2000
- France : 22 mai 2001

- Jim Fyfe : Professeur
- Jonathan Goldstein : Fosdick
- D.B. Sweeney : Graham Rympalski
- Jon Sklaroff : Artie

### Épisode 10:Recherche amour désespérément
- États-Unis /  Canada : 24 janvier 2001
- France : 12 juin 2001

- Audrey Marie Anderson : Carla Aldrich
- Mark Valley : Will Gluck
- Michael B. Silver : Paul

### Épisode 11:Tel est pris qui croyait prendre
- États-Unis /  Canada : 31 janvier 2001
- France : 19 juin 2001

- Danton Stone : M. Nerolik

### Épisode 12:Soupçon
- États-Unis /  Canada : 7 février 2001
- France : 26 juin 2001

- D.B. Sweeney : Graham Rympalski

### Épisode 13:Fissure
- États-Unis /  Canada : 14 février 2001
- France : 3 juillet 2001

- R. Emery Bright : Wilton Crawford
- Leigh Curran : Juge
- Glenn Morshower : Ralph
- Anita Ortega : Miriam

### Épisode 14:Sang chaud, Sang froid
- États-Unis /  Canada : 7 mars 2001
- France : 10 juillet 2001

- Devon Gummersall : Benny
- Carlos Ponce : Giancarlo
- Kimberly Scott : Lieutenant Saticoy
- Matt Sigloch : Agent du SWAT
- Bruce Weitz : Capitaine Patterson

### Épisode 15:Le Débarquement
- États-Unis /  Canada : 14 mars 2001
- France : 17 juillet 2001

- Vanessa Paul : Médecin
- Pamela Rowan : Ellie
- Murray Rubin : Al

### Épisode 16:Les Démons du passé
- États-Unis /  Canada : 21 mars 2001
- France : 24 juillet 2001

- Tobin Bell : Hallucination d'Aaron
- Patrick Dempsey : Aaron Brooks
- Winnie Holzman : Shelley
- Susan Savage : Mère

### Épisode 17:Pardonnez-nous nos offenses
- États-Unis /  Canada : 26 mars 2001
- France : 31 juillet 2001

- Devon Odessa : Noelle Platt
- Michael B. Silver : Paul
- D.B. Sweeney : Graham Rympalski
- Alecia Guzman : Jenica

### Épisode 18:Les Meilleurs Ennemis du monde
- États-Unis /  Canada : 4 avril 2001
- France : 7 août 2001

- Kristina Anapau : Kimberly
- Brandon Davis : Greg
- Granger Green Sue
- Ashley Tisdale : Marni

### Épisode 19:Armagedon
- États-Unis /  Canada : 11 avril 2001
- France : 14 août 2001

- Mark Daniel Cade : James Davis
- Brett Cullen : Robert "Bob" Dimanjik
- Mary Faulkner : Libby
- Kay Lenz : Stephanie Arlen
- Jamie McShane : Marshal
- David Valcin : Steve

### Épisode 20:L’Honneur perdu
- États-Unis /  Canada : 18 avril 2001
- France : 21 août 2001

- Brett Cullen : Robert "Bob" Dimanjik
- Allison Dean : Maggie
- Bess Fanning : Caroline
- Tim Haldeman : Porte-parole
- Daniel Dae Kim : Collègue
- Don McManus : Mason Gould
- Michael Tucci : Arnold

### Épisode 21:Les Grands Changements
- États-Unis /  Canada : 25 avril 2001
- France : 28 août 2001

- Lisa Dinkins : Mlle Frankel
- Margaret Easley : Marlys
- Melora Hardin : Samantha Aldrich

### Épisode 22:Le Grand Jour
- États-Unis /  Canada : 2 mai 2001
- France : 4 septembre 2001

- Bonnie Bartlett : Barbara Brooks
- Ever Carradine : Tiffany Porter
- Paul Mazursky : Phil Brooks
- Mark Valley : Will Gluck